# Der Mond in einer Regennacht
Der Mond in einer Regennacht (jap. 雨夜の月 Amayo no Tsuki) ist eine Manga-Serie von Kuzushiro, die in Japan seit 2021 erscheint. Sie wurde ins Deutsche und Englische übersetzt und erzählt von der Liebe zwischen zwei Oberschülerinnen.

## Inhalt
Auf dem Weg zu ihren Klavierstunden stößt Saki mit einem anderen Mädchen zusammen, das ihr zwar hilft, aber auf ihre Entschuldigung nicht weiter reagiert. Am ersten Tag auf der Oberschule stellt sich die andere dann als ihre Sitznachbarin Kanon heraus. Diese ist schwerhörig und kann andere nur verstehen, wenn sie ihnen nah ist und ihre Lippen lesen kann. Kanon wird von vielen als distanziert wahrgenommen und hat wenige Kontakte. Doch Saki kann auch mit Gesten zu ihr durchdringen. Sie erfährt, dass auch Kanon früher Musik gemacht hat, bis sie durch einen Unfall ihr Gehör fast ganz verlor. Und Saki bemerkt bald, dass sie sich in ihre Mitschülerin verliebt hat. Während sich die beiden einander näher kommen, hilft Saki ihrer Freundin, sich auch anderen in der Schule zu öffnen. Außerdem muss sie sich mit Kanons jüngerer Schwester Rinne auseinandersetzen, die ihre ältere Schwester beschützen möchte und auch Saki gegenüber misstrauisch ist.

## Veröffentlichung
Die Serie wird seit Juni 2021 im Online-Magazin Comic Days veröffentlicht. Dessen Verlag Kodansha bringt die Kapitel seit Oktober 2021 gesammelt in bisher neun Bänden heraus (Stand April 2025).
Eine deutsche Übersetzung von Dorothea Überall erscheint seit April 2024 bei Egmont Manga in bisher sechs Bänden (Stand Juli 2025). Auf Englisch wird die Serie vom amerikanischen Ableger von Kodansha veröffentlicht. Diese englische Fassung wurde von der New York Public Library in die Liste der Leseempfehlungen des Jahres 2023 für Jugendliche aufgenommen.